# Copa Airlines
Compania de Aviación Panameña, SA, (NYSE: CPA), hoạt động với tên Copa Airlines,, là một hãng hàng không có trụ sở tại Thành phố Panama, Panama, và là hãng hàng không quốc gia Panama. Cơ sở chính của hoạt động này là sân bay quốc tế Tocumen, và trong năm 2013 hãng hàng không này đã vận chuyển 11.345.000 hành khách trên hơn 326 chuyến bay thường lệ hàng ngày đến 69 điểm đến tại 30 quốc gia ở Bắc, Trung và Nam Mỹ, và Caribbean. Copa là một công ty con của Copa Holdings, SA cũng như một thành viên của Star Alliance Hãng hàng không này cũng là các nhà điều hành chính và chủ sở hữu của hãng hàng không Colombia AeroRepublica, hiện được gọi là Copa Airlines Colombia.
Copa Airlines được thành lập vào năm 1947 là hãng hàng không quốc gia của Panama. Hãng bắt đầu hoạt động với các chuyến bay nội địa đến ba thành phố ở Panama bằng tàu bay Douglas DC-3. Copa Airlines sau đó bỏ các chuyến bay nội địa của mình chuyển theo hướng các chuyến bay quốc tế. Năm 1998, Copa hình thành một quan hệ đối tác chiến lược với Continental Airlines, thay thế màu sơn riêng trên máy bay và áp dụng các chương trình khách hàng thường xuyên OnePass, sau đó thay thế bằng MileagePlus. Hãng hàng không này khai thác một đội tàu bay gồm 92 máy bay, chủ yếu là Boeing 737 NG sử dụng trên hầu hết các chuyến bay quốc tế và một đội tàu nhỏ của Embraer E-190 cho các chuyến bay trong khu vực.